# Lubik Hédy
Lubik Hédy   (Budapest, 20 de juny de 1934 - 23 de maig de 2022) va ser un arpista i professor de música de cambra.
El seu pare va ser Imre Lubik, un artista de trompeta, i el seu cosí Zoltán Lubik era un artista del corn. La memòria del seu pare està honorada pel Concurs Nacional de Trompeta Improvisal.
Inicialment va estudiar piano, l'arpa li va ser ofert a l'edat de dotze anys a l'Acadèmia de Música de Liszt. Es va graduar de 1946 a 1956 com a alumne de Miklós Rékai. Ottó Mosshammer coneixia l'antic mestre de la universitat, encara que no li va ensenyar.
Entre 1952 i 1987 va ser el arpista de l'Òpera Nacional d'Hongria i la Societat Filharmònica de Budapest. Des de 1968 fins al final de la seva carrera, va ser membre i solista de l'Orquestra de Cambra de Budapest. Ha actuat amb l'Orquestra de Cambra, l'Orquestra Simfònica de la Ràdio Hongaresa i l'Orquestra de Concert de l'Estat Hongarès en tots els països d'Europa i Japó, Mèxic i els Estats Units. Va col·laborar amb János Ferencsik, Georg Solti i András Mihály i Erzsébet Devescov i Harlequin Gyula Dalló.
El 1959 va rebre una assignatura docent a l'Acadèmia de Música, impartint assignatures d'arpa i música de cambra, on tingué entre d'altres alumnes a Maros Éva. Des de 1984 fins a la seva jubilació, fins a 1996 va ser professor universitari o professor universitari. Durant les últimes dècades, va ser professor de Vigh Andrea, Ágnes Peták, Sipkay Deborah i Klára Bábel.

## Gravacions més importants
- Nit tranquil·la, de 1976, Hungaroton, SLPX 16598
- 1978	Ferenc Liszt: Corals de cambra, Hungaroton HCD 11798
- Nit tranquil·la de 1994, Hungaroton, HCD 16598
- 1995 Música pel casament, Hungaroton, HCD 31472
- 2001 Ferenc Liszt: Estàtues i himnes, Hungaroton, HCD 31960
- 2001 Lotes Antonio: Kyrie; glòria; Missa amb to sisè, Hungaroton, HCD 32042
- 2001 Psy: L'encant dels platets, Hungaroton, HCD 32015

## Premis
- Premi Ferenc Liszt (1974)
- Artista digne (1987)
- Oficial de l'Ordre del Mèrit de la República d'Hongria (1995).